# Caitlin Carmichael

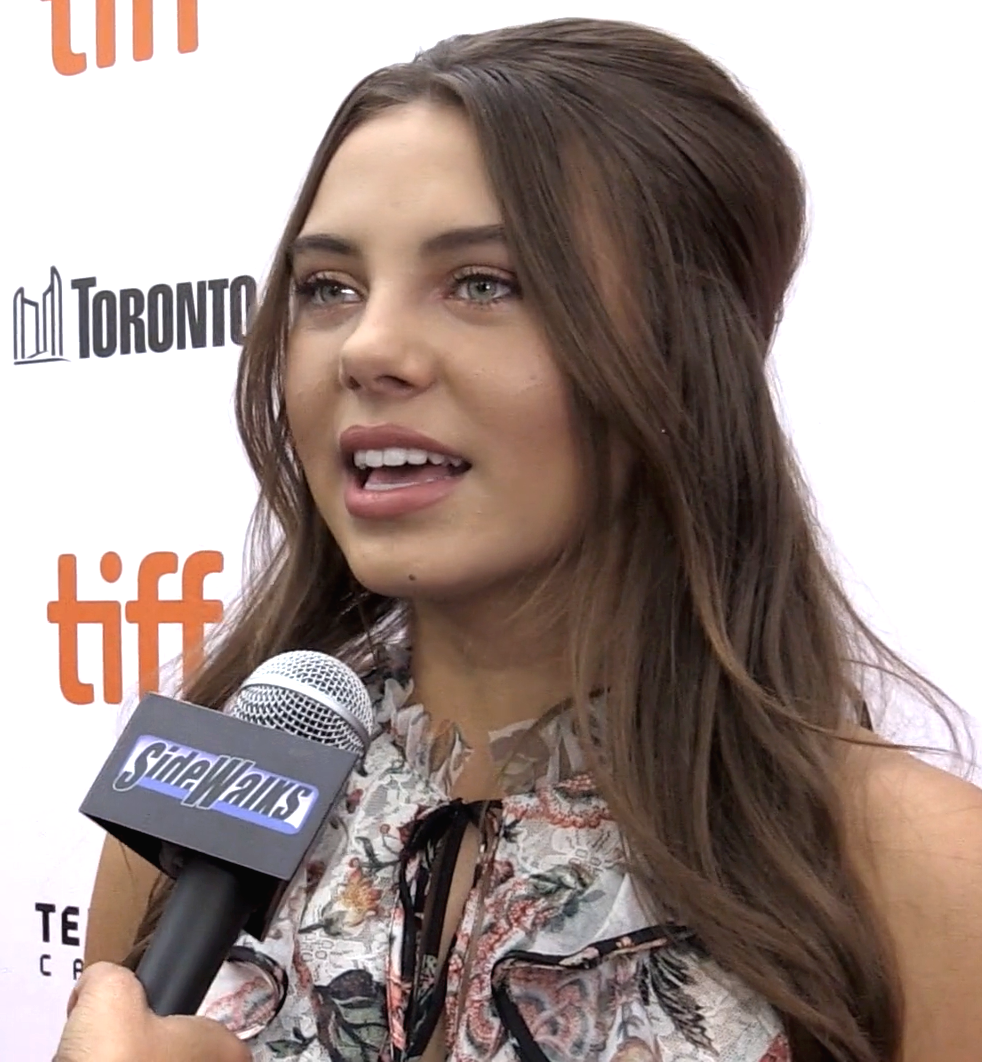
Caitlin Carmichael (2018)

Caitlin Elizabeth Carmichael (* 2. Juli 2004 in Tifton, Georgia) ist eine US-amerikanische Schauspielerin und Synchronsprecherin.

## Leben
Carmichael wurde am 2. Juli 2004 in Tifton als Tochter von Catherine Carmichael geboren. 2018 schrieb sie sich im Alter von 14 Jahren an der University of California, Los Angeles ein und war die jüngste Frau gewesen, die jemals an der Universität aufgenommen wurde. Im Juli 2021 beendete sie ihr Literatur- und Kulturstudium.
Mit drei Jahren begann Carmichael mit dem professionellen Schauspiel und debütierte 2008 in jeweils einer Episode der Fernsehserien In the Motherhood und Mystery ER als Kinderdarstellerin. 2010 spielte sie im Film Backlight an der Seite ihrer Mutter. 2011 wurde sie für ihre Leistungen im Kurzfilm The Mis-Informant bei den Young Artist Awards 2011 in der Kategorie „Schauspielerinnen unter zehn Jahren“ nominiert. Im Folgejahr erhielt sie bei den Young Artist Awards 2012 für ihre Leistungen in Shake It Up – Tanzen ist alles eine Nominierung als beste „Gastdarstellerin“ und wurde für ihre Rolle in Stephen Kings Bag of Bones mit einem Preis ausgezeichnet. Von 2013 bis 2014 stellte sie in insgesamt 15 Episoden der Serie Chosen die Rolle der Ellie Mitchell dar. Für ihre Rolle der Kara Bannister in Ein Hund rettet den Weihnachtsurlaub wurde sie für den Young Artist Awards 2013 in der Kategorie „Beste Schauspielerin in einem DVD-Film“ nominiert.
2014 hatte sie eine Nebenrolle in 300: Rise of an Empire und stellte das junge Alter Ego der von Eva Green verkörperten Artemisia. Es folgten Episodenrollen unter anderen in Suburgatory oder Marvel’s Agent Carter. 2019 wirkte sie im Musikvideo der Sängerin Sissy Sheridan zum Lied Most Girls mit. 2021 folgte eine Mitwirkung im Musikvideo Woodside Rhapsody. Von 2019 bis einschließlich 2021 stellte sie in 50 Episoden der Fernsehserie George – Ritter wider Willen die Rolle der Gretta dar.
Als Synchronsprecherin hörte man Carmichael unter anderen in den Zeichentrickserien Spezialagent Oso, Die Legende von Korra und Willkommen bei den Louds. In der Zeichentrickserie Doc McStuffins, Spielzeugärztin sprach sie von 2012 bis 2017 die Rolle der Alma.

## Filmografie (Auswahl)

### Schauspiel
- 2008: In the Motherhood (Fernsehserie, Episode 2x01)
- 2008: Mystery ER (Fernsehserie, Episode 2x03)
- 2009: Criminal Minds (Fernsehserie, Episode 4x23)
- 2010: 10 Dinge, die ich an dir hasse (10 Things I Hate About You, Fernsehserie, Episode 1x15)
- 2010: Backlight (Contraluz)
- 2010: The Mis-Informant – with Jack Black as Nathan Spewman (Kurzfilm)
- 2011: Shake It Up – Tanzen ist alles (Shake It Up, Fernsehserie, Episode 1x13)
- 2011: Hot in Cleveland (Fernsehserie, Episode 2x09)
- 2011: iCarly (Fernsehserie, Episode 4x08)
- 2011: Law & Order: LA (Fernsehserie, Episode 1x09)
- 2011: Conception
- 2011: True Blood (Fernsehserie, 2 Episoden)
- 2011: It’s Always Sunny in Philadelphia (Fernsehserie, Episode 7x03)
- 2011: Dexter (Fernsehserie, Episode 6x06)
- 2011: CSI: Miami (Fernsehserie, Episode 10x11)
- 2011: Stephen Kings Bag of Bones (Miniserie, 2 Episoden)
- 2012: Supermoms (Fernsehserie)
- 2012: Forgetting the Girl
- 2012: Daybreak (Fernsehserie, Episode 1x05)
- 2012: Lizzie
- 2012: Retired at 35 (Fernsehserie, Episode 2x04)
- 2012: The Neighbors (Fernsehserie, Episode 1x05)
- 2012: Ein Hund rettet den Weihnachtsurlaub (The Dog Who Saved the Holidays, Fernsehfilm)
- 2012: Lany's Morning (Kurzfilm)
- 2012: Bad Girls (Fernsehfilm)
- 2013: Vegas (Fernsehserie, Episode 1x14)
- 2013: The Wicked
- 2013: Die Dackel sind los (Wiener Dog Nationals)
- 2013: A Country Christmas
- 2013: Criminal Minds (Fernsehserie, Episode 9x06)
- 2013–2014: Chosen (Fernsehserie, 15 Episoden)
- 2014: Shoulder to Shoulder (Kurzfilm)
- 2014: 300: Rise of an Empire
- 2014: Suburgatory (Fernsehserie, Episode 3x10)
- 2014: Teacher of the Year
- 2014: Bedbug (Kurzfilm)
- 2014: Being American
- 2014: Unmatched (Kurzfilm)
- 2015: Marvel’s Agent Carter (Fernsehserie, Episode 1x05)
- 2015: Sweetheart (Kurzfilm)
- 2015: Heart of the Matter (Fernsehfilm)
- 2015: Grace Stirs Up Success
- 2015: Operation: Neighborhood Watch!
- 2015: Martyrs – The Ultimate Horror Movie (Martyrs)
- 2015: Monsters (Kurzfilm)
- 2016: A Boy Called Po
- 2016: The Dandy Warhols: Catcher in the Rye (Kurzfilm)
- 2016: The Night Visitor 2: Heather’s Story
- 2016: Wiener Dog Internationals
- 2016: Z Nation (Fernsehserie, Episode 3x13)
- 2017: Für immer Meerjungfrau – Es gibt sie wirklich (A Mermaid’s Tale)
- 2017: Wheelman
- 2017: Chicken Girls (Fernsehserie, 5 Episoden)
- 2018: Young Sheldon (Fernsehserie, Episode 1x13)
- 2018: The Mick (Fernsehserie, 2 Episoden)
- 2018: A Dangerous Date (Fernsehfilm)
- 2018: So ist das Leben – Life Itself (Life Itself)
- 2018: The Good Doctor (Fernsehserie, Episode 2x06)
- 2019: Epiphany
- 2019–2021: George – Ritter wider Willen (Dwight in Shining Armor, Fernsehserie, 50 Episoden)
- 2020: Deputy (Fernsehserie, Episode 1x07)
- 2021: Midnight in the Switchgrass – Auf der Spur des Killers (Midnight in the Switchgrass)
- 2022: Navy CIS: L.A. (NCIS: Los Angeles, Fernsehserie, Episode 13x09)
- 2024: Roadkill

### Synchronisationen
- 2011: Spezialagent Oso (Special Agent Oso, Zeichentrickserie, Episode 2x24)
- 2014: Die Legende von Korra (The Legend of Korra, Zeichentrickserie, Episode 4x04)
- 2016: Willkommen bei den Louds (The Loud House, Zeichentrickserie, Episode 1x19)
- 2016: Doc McStuffins, Spielzeugärztin (Doc McStuffins, Zeichentrickserie, 16 Episoden)